# Distretto di Rožňava
Il distretto di Rožňava (okres Rožňava) è un distretto della regione di Košice, nella Slovacchia orientale.
Fino al 1918, la maggior parte dei territori del distretto, appartennero alla contea di Gemer a Malohont, eccetto le zone intorno ai comuni di Silická Jablonica, Hrušov, Jablonov nad Turňou e Hrhov, che formavano la contea di Abov-Turňa.

## Geografia antropica
Il distretto è composto da 2 città e 60 comuni:

### Città
- Dobšiná
- Rožňava

### Comuni
- Ardovo
- Betliar
- Bohúňovo
- Bôrka
- Brdárka
- Bretka
- Brzotín
- Čierna Lehota
- Čoltovo
- Čučma
- Dedinky
- Dlhá Ves
- Drnava
- Gemerská Hôrka
- Gemerská Panica
- Gemerská Poloma
- Gočaltovo
- Gočovo
- Hanková
- Henckovce

- Honce
- Hrhov
- Hrušov
- Jablonov nad Turňou
- Jovice
- Kečovo
- Kobeliarovo
- Koceľovce
- Kováčová
- Krásnohorská Dlhá Lúka
- Krásnohorské Podhradie
- Kružná
- Kunova Teplica
- Lipovník
- Lúčka
- Markuška
- Meliata
- Nižná Slaná
- Ochtiná
- Pača

- Pašková
- Petrovo
- Plešivec
- Rakovnica
- Rejdová
- Rochovce
- Roštár
- Rozložná
- Rožňavské Bystré
- Rudná
- Silica
- Silická Brezová
- Silická Jablonica
- Slavec
- Slavoška
- Slavošovce
- Stratená
- Štítnik
- Vlachovo
- Vyšná Slaná